# Batracomorphus antenor
Batracomorphus antenor är en insektsart som beskrevs av Knight 1983. Batracomorphus antenor ingår i släktet Batracomorphus och familjen dvärgstritar. Inga underarter finns listade i Catalogue of Life.